# Premis Imperdible
Els Premis Imperdible són uns premis literaris convocats anualment per l’Associació Cultural El Biblionauta que premien els millors llibres de literatura fantàstica en català publicats l’any anterior, ja siguin novel·les, obres de teatre, assajos, còmics o reculls poètics.
Fins 2022 van ser uns premis d’elecció popular. D’ençà 2023, els atorga un jurat format pels prescriptors de literatura fantàstica de Catalunya adherits a l’Agrupació d’Amics del Fantàstic en Català, comunitat formada per llibreters, bibliotecaris, conductors de clubs de lectura i membres dels principals mitjans promotors del gènere fantàstic, escoles d’escriptura i entitats amigues de la literatura fantàstica.
El premi té per objectiu destacar i reconèixer la qualitat i la significació de determinats títols per afavorir-ne la difusió mitjançant la seva promoció a les biblioteques i llibreries. No té dotació econòmica.

## Llista de guanyadors
D'ençà de la primera edició, els premiats en cadascuna de les diverses categories han estat:
- Any 2023. Mare (2022), d'Isabel del Río, Millor llibre fantàstic en català. Bons averanys (1990), de Terry Pratchett i Neil Gaiman (tr. Ernest Riera), Millor llibre fantàstic traduït al català.
- Any 2022. L’estrany miratge (2021), d'Enric Herce, Millor llibre fantàstic en català. Dune/Duna (1965), de Frank Herbert (tr. Manuel de Seabra), Millor llibre fantàstic traduït al català.
- Any 2021. El mal pare (2020), de Pep Prieto, Millor llibre fantàstic en català. Flors per a l’Algernon (1966), de Daniel Keyes (tr. Pep Vergés), Millor llibre fantàstic traduït al català.
- Any 2020. Satèl·lits (2019), d'Elisenda Solsona, Millor llibre fantàstic en català. La mà esquerra de la foscor (1969), d'Ursula K. le Guin (tr. Blanca Busquets), Millor llibre fantàstic traduït al català.
- Any 2019. Estació boira (2018), d'Enric Herce, Millor llibre fantàstic en català. Els desposseïts (1974), d'Ursula K. Le Guin (tr. Blanca Busquets), Millor llibre fantàstic traduït al català.
- Any 2018. Narcís Monturiol i les pedres de l’infern (2017), de Sebastià Roig i Toni Benages, Millor llibre fantàstic en català. R.U.R. (1920), de Karel Capek (tr. Núria Mirabet), Millor llibre fantàstic traduït al català.
- Any 2017. Herba negra (2016), de Salvador Macip i Ricard Ruiz Garzón i Procés de contradicció suficient (1976), de Manuel de Pedrolo Millor llibre fantàstic en català (ex aequo). La guerra de les salamandres (1936), de Karel Capek (tr. Núria Mirabet), Millor llibre fantàstic traduït al català.